# Bjarozaŭka
Bjarozaŭka (bělorusky Бярозаўка, rusky Берёзовка – Berjozovka, polsky Brzozówka, litevsky Biarozauka) je město v Hrodenské oblasti v Bělorusku. K roku 2017 měla přes deset tisíc obyvatel.
Leží na levém břehu Němenu přibližně 110 kilometrů východně od Hrodny, správního střediska oblasti, a přibližně třicet kilometrů jihovýchodně od Lidy, správního střediska Lidského rajónu, jehož je součástí.
Bjarozaŭka byla založena v 18. století. V meziválečném období v letech 1921–1939 byla součástí druhé Polské republiky. Od roku 1990 je městem.